# Catedral de la Sagrada Familia (Tulsa)
La Catedral de la Sagrada Familia  (en inglés: Holy Family Cathedral) Es una catedral de la Iglesia Católica en los Estados Unidos. Es la iglesia madre de la diócesis de Tulsa y es la sede del obispo. Se encuentra en el 810 South Boulder Avenue en la ciudad de Tulsa en el estado de Oklahoma. La parroquia eligió al arquitecto J.P. Curtin de la firma de Tulsa Curtin, Winkler y Macdonald para diseñar la iglesia. Curtin fue elegido en lugar del arquitecto William P. Gintherde Akron, Ohio, que construyó muchas iglesias católicas en la región. Ginther diseñó un plan alternativo para los curadores de la iglesia que tenían preocupaciones sobre el diseño de Curtin. Todo lo que queda del trabajo de Ginther es un conjunto de planos.
La construcción en la estructura actual comenzó el 23 de mayo de 1912 y la Misa para dedicar la iglesia se realizó el 1 de abril de 1914. Era el edificio más alto en Tulsa hasta que el Hotel Mayo fue construido en 1923. El complejo también incluye la escuela de la catedral de la Sagrada Familia, una institución educativa para los estudiantes de preescolar a octavo grado.
La diócesis de Tulsa fue establecida en 1973. Los edificios en este sitio fueron enumerados en el registro nacional de lugares históricos el 11 de febrero de 1982.